# Hemlighet
En hemlighet, vardagligt även hemlis, är information som inte skall spridas utanför en grupp. Det kan dels röra en enda person som inget säger, om däremot fler är delaktiga hålls ett avtal, överenskommelse eller en lag. Fenomenet kan förekomma på de flesta ställen, från förskola till statliga myndigheter som militär, polis och regering.

## Statsmakter
Statsmakterna i ett land hemlighåller ofta information som om den missbrukas anses kunna hota statens säkerhet. Statshemligheter inkluderar bland annat vapendesign, militära planer och diplomatisk taktik, men även otillbörligen åtkommen information från andra parter (till exempel som ett resultat av underrättelseverksamhet). De flesta länder har någon sorts sekretesslagstiftning (Offentlighets- och sekretesslagen i Sverige) och klassificerar hemligt material i olika nivåer. För att komma åt information som har blivit hemligstämplad behövs en motsvarande säkerhetsprövning. 
Diskussioner om vad som bör och inte bör vara hemligt dyker ibland upp i den allmänna samhällsdebatten, då behovet av transparens ofta viktas mot statens säkerhet.

### Kina
I Folkrepubliken Kina regleras hanteringen av statshemligheter i Lagen om bevarandet av statshemligheter (华人民共和国保守国家秘密法, Zhonghua renmin gongheguo baoshou guojia mimi fa). Man skiljer på tre olika hemlighetsgrader: juemi-graden (绝密级) tilldelas "absoluta hemligheter" som ska bevaras i upp till 30 år, jimi-graden (机密级) sådana statshemligheter som hemligstämplats på en tjugoårsperiod, och mimi-graden (秘密级) statshemligheter som får offentliggöras efter tio år. Förutom sekretesstiden skiljer sig olika graderade statshemligheter i hur de ska hanteras. Enligt föreskrifter måste exempelvis kuvert innehållande topphemliga dokument av juemi-grad vara ogenomskinliga, bindas med starka snören och förseglas med stämpel eller plomberas. Vidare föreskrivs hur och under vilka omständigheter dokument innehållande statshemligheter av olika grad får skapas, distribueras, läsas, kopieras, skickas, transporteras, förvaras, förstöras, etc.

## Partier
Politiska partier hemlighåller ofta information, som kan vara till nytta för de politiska motståndarna, eller som avslöjar vilka som finansiellt stödjer partiet. Även här förekommer en offentlig debatt om vad som är legitimt att hemlighålla.

## Företag
Företag hemlighåller ofta information, som kan vara till nytta för deras konkurrenter. I det mån det förekommer ligger det också i sakens natur att information om kartellbildningar, bestickning och andra illojala konkurrensmedel samt brott mot internationella sanktioner, arbetsmiljöbrott och miljöbrott också hemlighålls. 

## Exempel på hemliga företeelser
- Företagshemligheter
- Hemlig agent
- Hemlig diplomati
- Hemlig handling
- Hemlig polis
- Hemlig uppgift
- Informationsläcka
- Informationssäkerhet
- Konspiration
- Sekretess
- Svartarbete
- Svart marknad
- Säkerhetsskydd
- Valhemlighet